# Torneo de Kitzbühel 2025
El Torneo de Kitzbühel 2025 fue un torneo de tenis perteneciente al ATP Tour 2025 en la categoría ATP Tour 250. El torneo tuvo lugar en la ciudad de Kitzbühel (Austria) desde el 20 hasta el 26 de julio sobre tierra batida.

## Distribución de puntos
| Categoria            | G   | F   | SF  | CF | R16 | R32 | C  | C2 | C1 |
| Individual masculino | 250 | 165 | 100 | 50 | 25  | 0   | 13 | 7  | 0  |
| Dobles masculino     | 250 | 150 | 90  | 45 | 20  | 0   | -  | -  | -  |

## Cabezas de serie

### Individuales masculino
| Tenista                 | Ranking | Preclasificados |
| Aleksandr Búblik        | 34      | 1               |
| Sebastián Báez          | 37      | 2               |
| Pedro Martínez          | 47      | 3               |
| Roberto Bautista        | 54      | 4               |
| Tomás Martín Etcheverry | 58      | 5               |
| Arthur Rinderknech      | 64      | 6               |
| Francisco Comesaña      | 74      | 7               |
| Márton Fucsovics        | 89      | 8               |

- Ranking del 14 de julio de 2025.[2]

### Dobles masculino
| Tenista                           | Ranking | Preclasificados |
| Kevin Krawietz Tim Puetz          | 15      | 1               |
| Francisco Cabral Lucas Miedler    | 89      | 2               |
| Santiago González Austin Krajicek | 95      | 3               |
| Ariel Behar Joran Vliegen         | 116     | 4               |

## Campeones

### Individual masculino
Aleksandr Búblik venció a  Arthur Cazaux por 6-4, 6-3

### Dobles masculino
Petr Nouza /  Patrik Rikl vencieron a  Neil Oberleitner /  Joel Schwärzler por 1-6, 7-6(7-3), [10-5]